# Bryum filicicola
Bryum filicicola är en bladmossart som beskrevs av Theodor Carl Karl Julius Herzog 1927. Bryum filicicola ingår i släktet bryummossor, och familjen Bryaceae. Inga underarter finns listade i Catalogue of Life.